# Marita Napier
Marita Napier, née Jacobs le 16 février 1939 à Johannesbourg et morte le 10 avril 2004 au Cap, est une chanteuse lyrique soprano sud-africaine, connue internationalement comme interprète de musique de Richard Strauss et de Richard Wagner.
Elle a joué dans 19 productions de L'Anneau du Nibelung de Wagner. En 1989, un enregistrement de La Walkyrie de Wagner avec elle dans une production du Metropolitan Opera reçoit le Grammy Award du meilleur enregistrement d'opéra. Marita Napier a été considérée aussi comme l'une des meilleures Turandot, ayant interprété ce rôle et cet opéra de nombreuses fois.
Elle est la première chanteuse d'opéra sud-africaine à avoir interprété des rôles principaux dans le «grand chelem» des maisons d'opéra, c’est-à-dire à la fois au Metropolitan Opera de New York, à La Scala de Milan, au Royal Opera House de Londres et à l'Opéra d'État de Vienne. Elle a ouvert la voie à d'autres artistes. Elle meurt en Afrique du Sud où elle revient terminer son parcours.

## Biographie
Marita Jacobs est née à Johannesbourg en février 1939, troisième de quatre enfants d'une famille de musiciens. Son père joue du violon et sa mère aime chanter.
Marita Napier fréquente le DF Malan High School (alors Crosby High School) dans la banlieue de Johannesbourg. Après l'école, elle rejoint la Neerlandia Choir et commence à se produire en tant que soliste. Elle poursuit ses cours de chant. Elle fait ses débuts de chanteuse en 1963 au Little Theatre de Pretoria dans le rôle de Romilda dans Serse de Georg Friedrich Haendel.
Impressionnée par la prestation d'une chanteuse lors d'un concert, elle s'enquiert de l'identité de son professeur, qui s'avère être Theo Lindenbaum, de Detmold, en Rhénanie-du-Nord-Westphalie, à qui elle envoie une cassette d'audition et qui l'accepte immédiatement comme élève. Elle économise pendant deux ans en travaillant dans un bureau pour pouvoir partir en Allemagne, ce qu'elle fait en 1965, grâce aussi à un don du Ernest Oppenheimer Trust Fund.
En quittant l'Afrique du Sud, Marita Napier décide de se donner deux ans pour lancer une carrière de chanteuse lyrique : si elle ne réussit pas à percer, elle prévoit de retourner se former comme physiothérapeute. Elle étudie à l'académie de musique de Detmold avec Theo Lindenbaum ainsi qu'à Hambourg.
Marita Napier se fait connaître en Europe en chantant la partie de soprano dans Carmina Burana de Carl Orff à Dijon, en France. Lors d'un festival pour jeunes chanteurs en 1966, elle se produit dans le Requiem de Verdi. Elle chante aussi aux côtés de Dietrich Fischer-Dieskau dans l'Oratorio de Noël de Bach à Bielefeld, ce qui l'amène à passer des auditions dans trois maisons d'opéra. Elle réussit les trois auditions et choisit celle de Bielefeld pour se rapprocher de son professeur de musique. C'est là qu'elle fait vraiment ses débuts sur la scène, dans un opéra, dans le rôle de Vénus dans Tannhäuser de Wagner.
De 1969 à 1973, Marita Napier est membre du théâtre Aalto à Essen, puis en 1973/1974 à l’opéra de Hanovre. Elle se marie en 1970. À partir de 1973, elle fait partie de l’opéra allemand de Berlin. Elle est invitée par l'opéra de Hambourg à partir de 1973 et par l'Opéra de Berlin à partir de 1975. Elle se produit au Festival de Bayreuth d'abord dans le chœur, puis en 1973, dans le rôle de Helmwige, dans La Walkyrie et dans celui de Troisième Norne, dans Le Crépuscule des dieux. En 1974, elle est Sieglinde dans La Walkyrie et, en 1975, Eva dans Die Meistersinger von Nürnberg.
En 1974, elle fait ses débuts à La Scala dans L'Anneau du Nibelung de Wagner.
La première apparition de Marita Napier aux États-Unis a lieu en 1972 dans le rôle de Sieglinde dans La Walkyrie de Wagner pour l'opéra de San Francisco, avec Jess Thomas dans le rôle de Siegmund. Le chef d'orchestre Seiji Ozawa lui propose d'interpréter la Symphonie no 8 de Mahler, qu'elle apprend en quelques jours. Ozawa la recommande à Wolfgang Sawallisch pour le rôle de Sieglinde lors d'une représentation à la Scala de Milan. À la fin des années 1970, à San Francisco, elle est nommée Voice of America pour son interprétation de Senta dans Der fliegende Holländer de Wagner.
Marita Napier fait ses débuts au Metropolitan Opera le 22 septembre 1986 dans le rôle de Helmwige dans La Walkyrie. Un enregistrement de Marita Napier au Metropolitan Opera en 1989 reçoit le Grammy Award du meilleur enregistrement d'opéra.
Elle est également la première chanteuse d'opéra sud-africaine à interpréter des rôles principaux de pièces lyriques dans le «grand chelem» des maisons d'opéra, c’est-à-dire à la fois au Metropolitan Opera de New York, à La Scala de Milan, au Royal Opera House de Londres et à l'Opéra d'État de Vienne,.
Marita Napier retourne en Afrique du Sud en 1976 pour ses débuts dans son pays natal, dans le rôle de Senta dans Der fliegende Holländer de Wagner au Cape Performing Arts Board (CAPAB) du Cap. En 1992, elle se produit dans le rôle de Leonora dans Il trovatore de Giuseppe Verdi au Cap et en 1995 dans le rôle de Giulietta dans Les contes d'Hoffmann de Jacques Offenbach à Pretoria. Au State Theater de Pretoria, elle se produit également dans Turandot de Giacomo Puccini et dans le rôle de Santuzza, dans Cavalleria rusticana de Pietro Mascagni.
Marita Napier s'installe définitivement au Cap en 1994 et participe activement à des productions locales en tant que mentor. En 1993, elle dirige un studio d'opéra pour jeunes chanteurs au PACT et, en 1994, elle est membre du jury du concours international de chant Transnet/Unisa à Pretoria. En 1997, elle participe à la première mondiale de Sacred Bones de Roelof Temmingh au Nico Theatre (devenu le Artscape Theatre Centre).
Marita Napier finit par s'installer au Cap, où elle donne des cours de chant et chante dans des productions d'opéra locales.
Elle meurt au Cap en 2004 des suites d'un cancer.

## Répertoire d'opéra
Marita Napier a acquis sa plus grande notoriété en tant qu'interprète de Richard Strauss et de Richard Wagner. Elle a participé à 19 productions de L'Anneau du Nibelung de Wagner : au Metropolitan, à La Scala, au Royal Opera House, à San Francisco, à l'Opéra d'État de Vienne... Elle a chanté des œuvres dans bien d'autres villes comme Genève ou encore Marseille. Elle a interprété le rôle de Turandot, opéra de Puccini, plus de 70 fois, y compris dans la production de 1989 de Franco Zeffirelli au Met. Elle a interprété d'autres œuvres de Puccini, ainsi que des œuvres de Ludwig van Beethoven, Engelbert Humperdinck, Wolfgang Amadeus Mozart, Verdi, etc.
Au cours de sa carrière, Mme Napier a partagé la scène avec des chanteurs renommés tels que Birgit Nilsson, Christa Ludwig, Plácido Domingo ou encore, par exemple, Leonie Rysanek. Elle a également travaillé avec les chefs d'orchestre bien connus tels que James Levine, Colin Davis, Pierre Boulez, Karl Böhm, Zubin Mehta et Wolfgang Sawallisch. Elle a chanté dans les principaux festivals d'opéra en Europe, notamment à Bayreuth, Aix-en-Provence, Vérone, Vienne et Florence, ainsi que dans les plus grandes maisons d'opéra, notamment à Munich, Milan, Paris, Barcelone et Buenos Aires,.
.